# Полурота

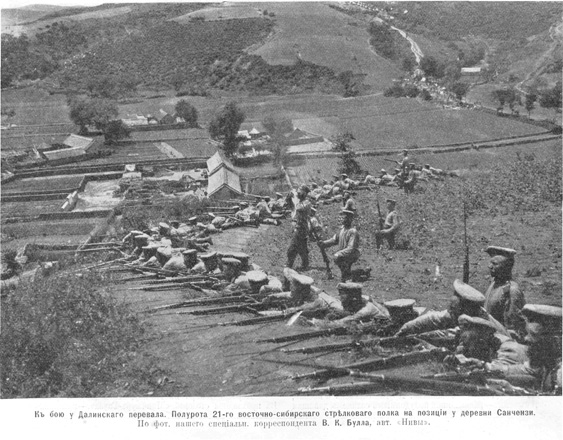
Бой у Далинского перевала. Полурота 21-го восточно-сибирского стрелкового полка на позиции у деревни Санчензи.

Полурота — воинское подразделение в пехоте, крепостной артиллерии и инженерных войсках Русской армии, по численности составляющая половину  роты (обычно два взвода).

## История
Отдельные полуроты могли иметься в небольших или специальных отрядах, например гвардейский отряд почётного конвоя Его Величества (1877—1878 года), сформированный 11 мая 1877 года для охраны Главной квартиры во время пребывания Александра II в действующей армии в период русско-турецкой войны 1877—1878 годов состоял из двух рот пехоты, полуэскадрона кавалерии, полуроты сапёров и пеших артиллеристов из гвардейских и подшефных императору армейских частей. Командовали отрядом флигель-адъютанты П. С. Озеров, К. А. Рунов, П. П. фон Энден. Отряд был расформирован 29 ноября 1878 года. Кроме саперных полурот могли существовать и артиллерийские.
В армии Российской Империи полуротой в мирное время мог командовать поручик, а взвода̀ (которыми по штату командовали унтер-офицеры) курировались подпоручиками и прапорщиками. Однако допускалось (например, в военное время) что в роте было только четыре обер-офицера — командир, его заместитель (старший офицер в чине поручика) и два командира полурот. В этом случае взводами командовали унтер-офицеры, а полуротами подпоручики и/или прапорщики.

## В армиях других стран
В армии США с 1779 по конец XIX века полурота носила название плутонг, что в современном языке соответствует взводу.
В литературе название полурота применяется иногда так же и к небольшим танковым подразделениям, действовавшим на второстепенных театрах военных действий до и в самом начале Второй мировой войны.